# Rector Street (stacja metra na Broadway Line)
Rector Street – stacja metra nowojorskiego, na linii N i R. Znajduje się w dzielnicy Manhattan, w Nowym Jorku i zlokalizowana jest pomiędzy stacjami Cortlandt Street i South Ferry – Whitehall Street. Została otwarta 5 stycznia 1918.